# (31985) 2000 HV23
2000 HV23 (asteroide 31985) é um asteroide da cintura principal. Possui uma excentricidade de 0.18271770 e uma inclinação de 3.40570º.
Este asteroide foi descoberto no dia 24 de abril de 2000 por LONEOS em Anderson Mesa.